# Джаба Хътянина
Джаба Хатянина (Jabba the Hutt) е измислен герой във франчайза „Междузвездни войни“, създаден от Джордж Лукас. Той е голям подобен на охлюв извънземен, известен като хатянин, който, подобно на много други от неговия вид, действа като мощен престъпен бос в галактиката. Той е прочут с това че не говори басик, езикът на главните герои, макар и да е в състояние да го разбере, като винаги отговаря на конструирания език хутези.
В оригиналните театрални издания на оригиналната триология „Междузвездни войни“ Джаба е изобразен за пръв път в „Завръщането на джедаите“(1983). Той обаче се споменава в „Междузвездни войни“ (1977), в „Империята отвръща на удара“ и косвено в „Соло: История на междузвездни войни“ (2018).